# Christuskerk (Leverkusen)
De Christuskerk (Duits: Christuskirche) is een protestants kerkgebouw in Wiesdorf, een stadsdeel van Leverkusen. 

## Geschiedenis
De architect Arno Eugen Fritsche uit Elberfeld bouwde de neogotische hallenkerk in de jaren 1904-1906. De kerk werd op 8 juli 1906 ingewijd.
Tijdens een luchtaanval in oktober 1944 werd de kerk zwaar beschadigd en ging de gehele inrichting geheel verloren. De architect Wilhelm Fähler ontwierp de plannen voor de nieuwe inrichting in de jaren 1948-1949. Aan de wederopbouw nam ook de architect Otto Bartning deel.
De laatste renovatie van de kerk vond plaats in 2001 en kostte bijna DM 750.000.    
In 2011 werd de dure glazen deur van de kerk op klaarlichte dag door een vandaal met straattegels vernield. De predikant hing naast de vernielde deur een opmerkelijke reactie op. Het schrijven begon met een tekst uit Psalm 55: Wirf dein Anliegen auf den Herrn (vertaling: Werp al uw bekommernissen op de Heer). Na de humoristische aanhef legde de predikant uit dat deze tekst zó niet werd bedoeld en dat de kerk zeer teleurgesteld was over de zinloze en destructieve daad. De schuldige werd overigens later in de kraag gevat